# La força de la tendresa
La força de la tendresa (títol original en anglès Terms of Endearment) és una pel·lícula dramàtica estatunidenca de 1983. Narra la història d'una mare i de la seva filla que mantenen relacions molt tenses. La pel·lícula va ser dirigida i adaptada per James L. Brooks de la novel·la de Larry McMurtry.
El paper de l'actor Jack Nicholson, l'astronauta Garrett Breedlove, no surt a la novel·la original. Va ser creat per a Burt Reynolds, però estava compromès en un altre rodatge, i el paper va ser donat a James Garner. Després de certes baralles entre Garner i el realitzador a propòsit d'interpretacions divergents del paper, aquest li va caure a Jack Nicholson. Les tries originals per als papers de la mare i de la noia van ser respectivament per Debra Winger i Sissy Spacek.
Ha estat doblada al català.

## Argument
La història gravita al voltant de la relació entre una mare i la seva noia que juxtaposa les seves vanes recerques de l'amor.

## Continuació
El 1996, una continuació, La força de la tendresa. La història continua, va ser dirigida per Shirley MacLaine.

## Repartiment
| Actor             | Paper                |
| ----------------- | -------------------- |
| Shirley MacLaine  | Aurora Greenway      |
| Jack Nicholson    | Garrett Breedlove    |
| Debra Winger      | Emma Greenway Horton |
| Troy Bishop       | Tommy Horton         |
| Lisa Hart Carroll | Patsy Clark          |
| Jeff Daniels      | Flap Horton          |
| Danny DeVito      | Vernon Dalhart       |
| Huckleberry Fox   | Teddy Horton         |
| Betty King        | Rosie Dunlop         |
| John Lithgow      | Sam Burns            |

## Premis i nominacions

### Premis
- Oscar a la millor pel·lícula per James L. Brooks[3]
- Oscar al millor director per James L. Brooksv
- Oscar a la millor actriu per Shirley MacLaine
- Oscar al millor actor secundari per Jack Nicholson[3]
- Oscar al millor guió adaptat per James L. Brooks[3]
- Globus d'Or a la millor pel·lícula dramàtica
- Globus d'Or a la millor actriu dramàtica per Shirley MacLaine
- Globus d'Or al millor actor secundari per Jack Nicholson
- Globus d'Or al millor guió per James L. Brooks

### Nominacions
- Globus d'Or al millor director per James L. Brooks
- Oscar a la millor actriu per Debra Winger[3]
- BAFTA a la millor actriu per Shirley MacLaine
- Globus d'Or a la millor actriu dramàtica per Debra Winger
- Globus d'Or al millor actor secundari per John Lithgow
- Oscar a la millor direcció artística per Polly Platt i Tom Pedigo[3]
- Oscar al millor muntatge per Richard Marks[3]
- Oscar a la millor banda sonora per Michael Gore[3]
- Oscar a la millor edició de so per Donald O. Mitchell, Rick Kline, Kevin O'Connell, James R. Alexander[3]